# Poclain
 (août 2024).
La mise en forme du texte ne suit pas les recommandations de Wikipédia : il faut le « wikifier ».
Les points d'amélioration suivants sont les cas les plus fréquents. Le détail des points à revoir est peut-être précisé sur la page de discussion.
- Les titres sont pré-formatés par le logiciel. Ils ne sont ni en capitales, ni en gras.
- Le texte ne doit pas être écrit en capitales (les noms de famille non plus), ni en gras, ni en italique, ni en « petit »…
- Le gras n'est utilisé que pour surligner le titre de l'article dans l'introduction, une seule fois.
- L'italique est rarement utilisé : mots en langue étrangère, titres d'œuvres, noms de bateaux, etc.
- Les citations ne sont pas en italique mais en corps de texte normal. Elles sont entourées par des guillemets français : « et ».
- Les listes à puces sont à éviter, des paragraphes rédigés étant largement préférés. Les tableaux sont à réserver à la présentation de données structurées (résultats, etc.).
- Les appels de note de bas de page (petits chiffres en exposant, introduits par l'outil «  Source ») sont à placer entre la fin de phrase et le point final[comme ça].
- Les liens internes (vers d'autres articles de Wikipédia) sont à choisir avec parcimonie. Créez des liens vers des articles approfondissant le sujet. Les termes génériques sans rapport avec le sujet sont à éviter, ainsi que les répétitions de liens vers un même terme.
- Les liens externes sont à placer uniquement dans une section « Liens externes », à la fin de l'article. Ces liens sont à choisir avec parcimonie suivant les règles définies. Si un lien sert de source à l'article, son insertion dans le texte est à faire par les notes de bas de page.
- La présentation des références doit suivre les conventions bibliographiques. Il est recommandé d'utiliser les modèles {{Ouvrage}}, {{Chapitre}}, {{Article}}, {{Lien web}} et/ou {{Bibliographie}}. Le mode d'édition visuel peut mettre en forme automatiquement les références.
- Insérer une infobox (cadre d'informations à droite) n'est pas obligatoire pour parachever la mise en page.

Pour une aide détaillée, merci de consulter Aide:Wikification.
Si vous pensez que ces points ont été résolus, vous pouvez retirer ce bandeau et améliorer la mise en forme d'un autre article.
 (octobre 2024).
Si vous disposez d'ouvrages ou d'articles de référence ou si vous connaissez des sites web de qualité traitant du thème abordé ici, merci de compléter l'article en donnant les références utiles à sa vérifiabilité et en les liant à la section « Notes et références ».
Poclain est une entreprise française de fabrication de moteurs hydrauliques à pistons radiaux. Elle a été l'une des plus importantes firmes françaises de fabrication de matériel de travaux publics. Elle a bâti son succès avec la pelle hydraulique, inventée en 1950 par Pierre Bataille. Elle a longtemps été leader mondial de ce secteur.

## Fondation par Georges Bataille
Né le 24 avril 1897 au Plessis-Belleville, Georges Bataille est fils et petit-fils d'agriculteurs. Sa famille exploite depuis 1810 une des fermes importantes de la région. Il entame des études d'ingénieur agronome à l'Institut agricole de Beauvais. La guerre les interrompt brutalement. Appelé sous les drapeaux, l'étudiant se retrouve dans la cavalerie, connaît l'horreur des combats et la boue des tranchées. Lorsqu'il est démobilisé en 1919, il a 22 ans et la Croix de guerre. Il reprend l'exploitation familiale qui compte une trentaine d'employés.
Dans les campagnes françaises, les tracteurs restent rares et ceux qui existent pas toujours faciles à faire fonctionner. Ce sont, pour la plupart, des monocylindres qu'il faut réaléser tous les ans. À force de réparer et de faire réparer le Mercedes-Benz de la ferme, Georges Bataille finit par s'associer avec un mécanicien, Antoine Léger. La société « Bataille et Léger » est créée le 1er mai 1927 et l'atelier installé à Lagny-le-Sec. Réparations de voitures et de tracteurs, fabrications de quelques équipements de machines agricoles, vente de carburant, les activités de cette association dureront jusqu'à la mort d'Antoine Léger en 1929. Georges Bataille reprend ensuite seul l'atelier et l'installe au Plessis-Belleville, dans un bâtiment en face de la ferme. Le 12 décembre 1930, la société devient une entreprise personnelle sous le nom « Ateliers de Poclain ». À l'emplacement choisi par Georges Bataille, face à la ferme, se trouvait une mare utilisée anciennement pour le rouissage du lin. Dans le patois picard, une mare s'appelle une « poche »  que l'on prononce « poque ». C'était donc la « poque à lin », qui, par contraction, devint « Poclin »  puis « Poclain ».

## Seconde Guerre mondiale et reconstruction
En 1939, Poclain est une petite entreprise d'une cinquantaine de personnes. La guerre déclarée, un marché est passé avec la Défense Nationale pour fabriquer des remorques devant recevoir des systèmes d'épuration des eaux. Un autre pour des chariots transportant des gaz. Un troisième consiste à mettre sur pneus les groupes électrogènes du terrain d'aviation du Plessis-Belleville. En parallèle, la construction de matériel agricole se poursuit presque normalement, en particulier le « trois roues ».
Après l'offensive allemande et l'armistice du 22 juin, l'entreprise se retrouve en zone occupée. Georges Bataille aura bien du mal à faire redémarrer puis à maintenir l'activité. Non que les commandes fassent défaut, mais le fer manque, les bras aussi. Les réparations se multiplient, on bricole. Chaque remorque produite semble être la dernière. En mars 1943, il reste en tout et pour tout une quinzaine d'ouvriers et la production tourne au ralenti.
En août 1944, la libération devient enfin une réalité. Le Plessis-Belleville et les « Ateliers de Poclain » n'ont subi quasiment aucune destruction. Dès le 7 septembre, le nettoyage de l'entreprise et la remise en état du matériel peuvent commencer. En France, passés l'euphorie de la victoire et les règlements de compte, les réalités économiques reprennent le dessus. Peu à peu, les ventes augmentent, rattrapent puis dépassent leur niveau d'avant-guerre. Ce mouvement ascendant se poursuivra jusqu'en 1948. À cette date, plus de 120 personnes travaillent dans l'entreprise.

## Développement de Poclain

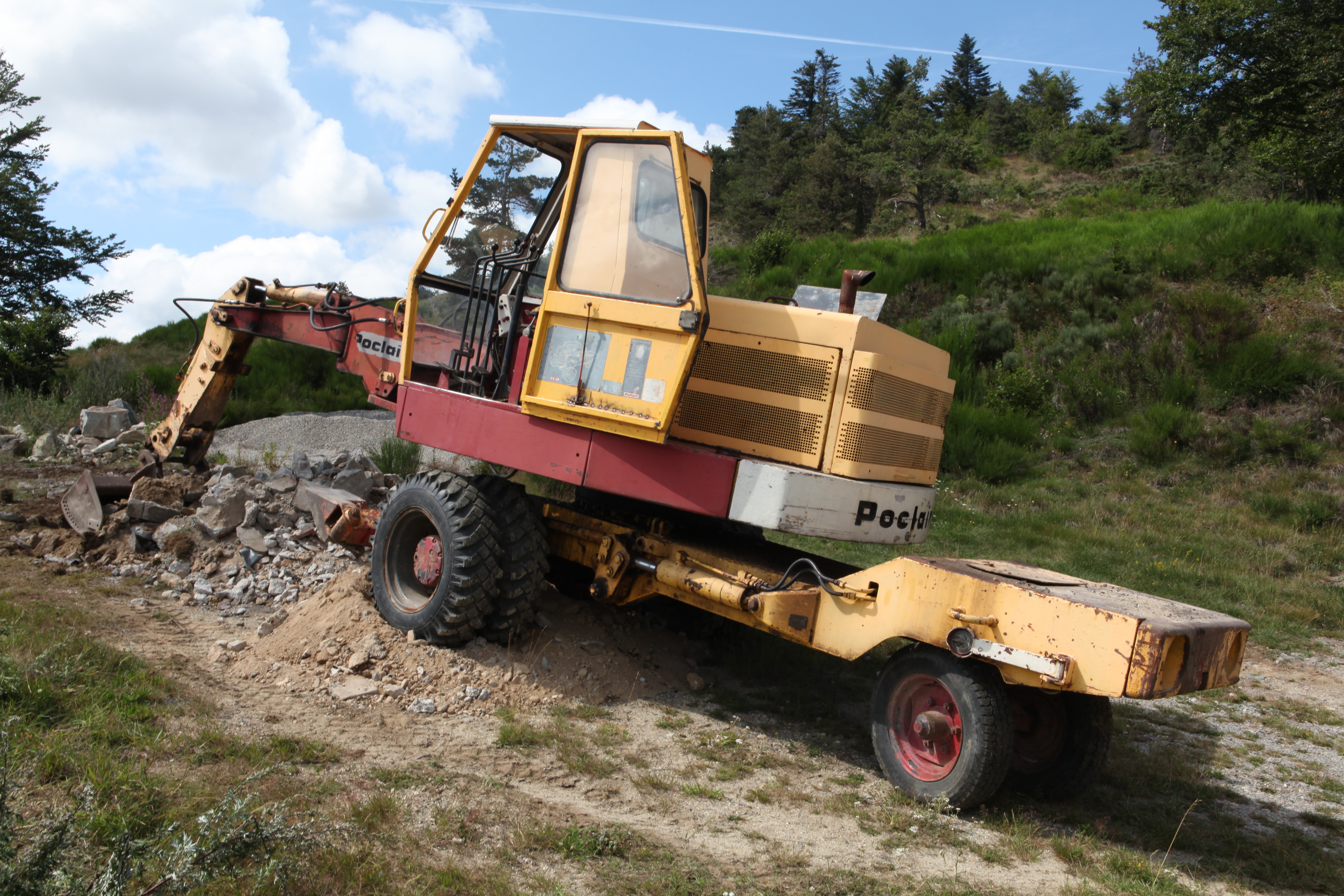
Poclain FY30.

L'activité de la société atteint un bon niveau et désormais deux de ses fils, Jacques et Pierre travaillent à ses côtés. Tous deux ont moins de trente ans et sont ingénieurs de l'IDN (École centrale de Lille) diplômés en 1944 et 1946. Pierre Bataille succède à son père et devient PDG de Poclain.

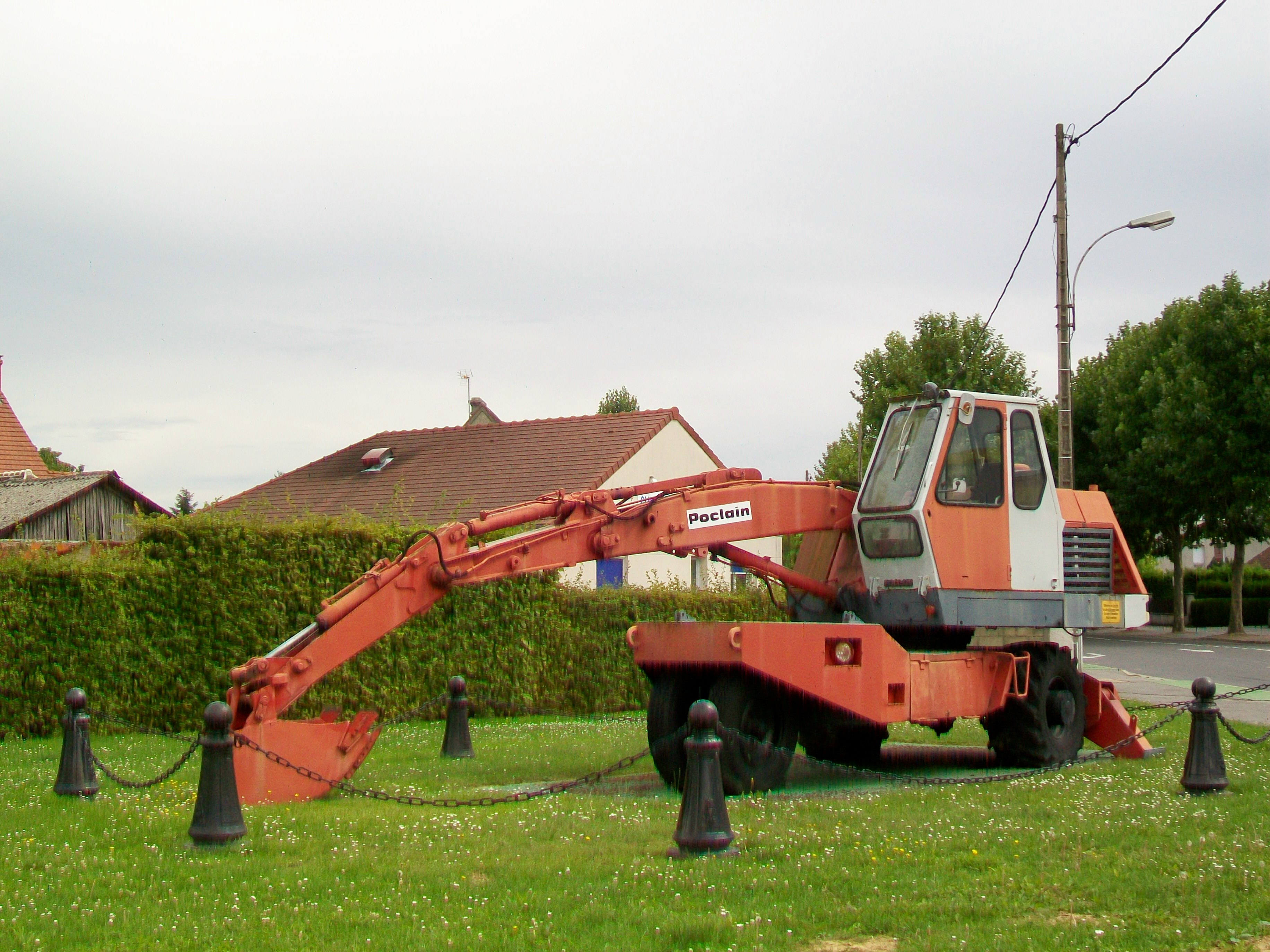
Pelle hydraulique Poclain TY45 à côté des ateliers de Crépy-en-Valois.

Dans cette période est créée la fameuse TY45 qui fut un succès commercial et est restée une référence des dizaines d'années. Poclain a révolutionné l'histoire des travaux publics en 1950. Avec un système hydraulique unique à l'époque, les pelles hydrauliques Poclain ont envahi le monde entier.
Les catalogues mettent en évidence la polyvalence, les choix techniques et la qualité d'une fabrication industrielle en séries importantes. Devis et études gratuits, garantie six mois pour le matériel fourni, la société s'est, de plus, organisée en deux sites de production modernes : le Plessis-Belleville pour les appareils forestiers, les ensembles mécaniques et en général tout le matériel léger, et l'usine de Crépy-en-Valois dont les magasins sont directement reliés au réseau ferroviaire et qui est spécialisée dans le matériel lourd et la série. Poclain se diversifie avec l'usine de construction de chargeurs CMC de Carvin en 1970.
En 1974, une grosse partie de la société est rachetée par le constructeur américain Case. Poclain conserve uniquement ses activités de construction de pelle hydraulique. En 1983, après la ennième augmentation de capital, Case-Teneco dispose de 40 % de la société et en assume la direction. La totalité de la société sera reprise par Case qui sera lui-même racheté en 1999 par le groupe italien Fiat à travers sa filiale engins de travaux publics, New Holland pour donner naissance au 1er groupe mondial CNH Global. 
Le week-end du 1er mai 2007, grâce à "Génération deux", des manifestations ont eu lieu au Plessis-Belleville pour célébrer les 80 ans de Poclain.

## Historique de Poclain

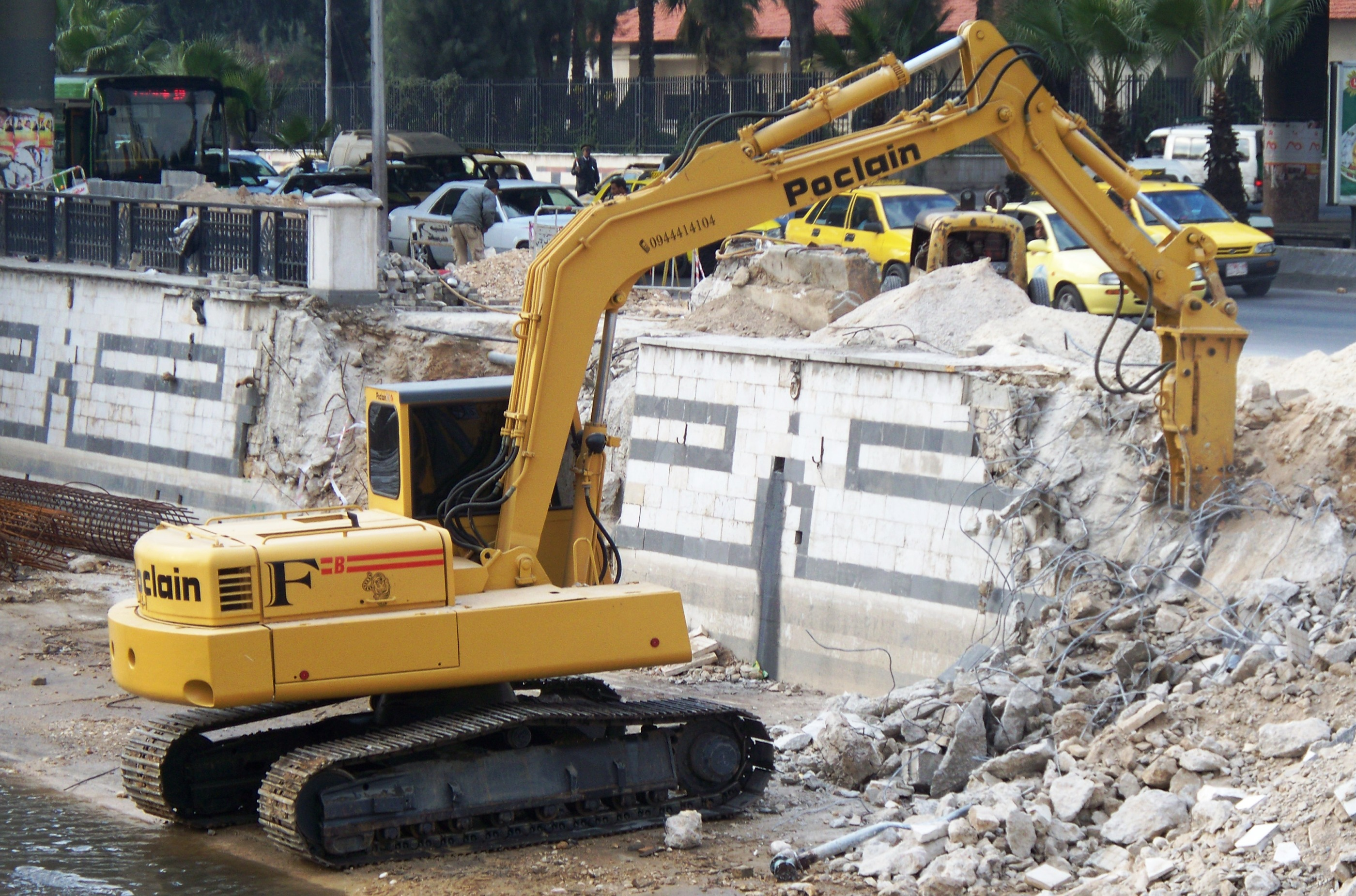
Pelle Poclain.

1926 : Georges Bataille crée la société Poclain au Plessis- Belleville, France.

1935 : Mise au point de remorques équipées de pneumatiques et d'engins de transport du bois.

1936 : Lancement de la production de remorques à 3 ou 4 roues ; le Trirou est la plus fameuse d'entre elles.
   
1950 : Création de la première pelle hydraulique par Georges Bataille.

1958 : Mise au point du premier moteur hydraulique Poclain par Claude Bataille. La génération Zéro, G0.

1962 : Le développement du moteur G1 a été prévu pour la rotation de la tourelle et le déplacement au sol de pelles sur chenilles.
 
1965 : Poclain crée un bureau de design consacré à l'hydraulique.

1966 : Le moteur G1 1100 est maintenant utilisé pour équiper la LY et LC80. La division hydraulique trouve de nouveaux débouchés commerciaux.

1967 : Poclain lance la GY120, la première pelle de cette taille équipée d'un système hydrostatique à quatre roues.
  
1968 : Début de la production de pelles, sous licence en Argentine par la société SEFAG
 dans la ville de Quilmes, Buenos Aires province. Certains de ces modèles ont été : TY 45, LC 80, TC
45 et LY 2P.

1968 : Création de la Division hydraulique de Poclain et d'une nouvelle usine à Verberie, France pour la fabrication de composants hydrauliques.

1969 : Représentation Poclain au Japon, Poclain Yutani Hydraulics.

1970 : Poclain Hydraulics lance le plus gros moteur hydraulique du marché pour l'EC1000.

1972 : Poclain Hydraulics lance le moteur G2.
 
1974 : Création d'une filiale en Irlande. Rachat de la société Derruppé.
    
1975 : Poclain achète la société Gury qui est un fabricant de pompes, qui sont encore vendus par Poclain Hydraulics aujourd'hui.

1976 : Création de la société Poclain Hydraulics le 31 mai.

1978 : Création d'une filiale aux USA, PH Inc.
 
1979 : Le développement du moteur G3 permet à Poclain de pénétrer de nouveaux marchés tels que les chariots élévateurs, machines de récolte, etc. 

1980 : Poclain crée une filiale en Grande Bretagne.
 
1982 : Ouverture d'une filiale en Allemagne.

1983 : Case - Teneco dispose de 40 % du capital et prend les commandes de la société.

1984 : Poclain Hydraulics lance le moteur G2.
 
1985 : Poclain Hydraulics se sépare du groupe Poclain et devient une société indépendante et privée le 13 août. Pierre Bataille devient le PDG de Poclain Hydraulics.
       
1986 : Création d'une filiale aux Pays-Bas.

1989 : Poclain Hydraulics est certifié ISO 9001.
 
1991 : Création d'une filiale en République Tchèque.

1992 : Création d'une filiale au Japon.

1993 : Poclain Hydraulics étend sa gamme de produits aux pompes.
   
1994 : Lancement des premiers systèmes hydrauliques. L'assemblage des moteurs démarre à l'usine Poclain Hydraulics Inc, aux États-Unis.
 
1996 : Poclain Hydraulics introduit la gamme de moteurs compacts. Création de filiales en Espagne et en Italie.
  
1997 : Le bureau de représentation à Beijing, en Chine est créé.

1999 : Poclain Hydraulics crée l'UAC (Unité Autonome de Composants) qui est consacré au sourcing et aux modes d'approvisionnement.

2000 : Poclain Hydraulics est certifié ISO 14001. Création d'un centre d'essais à Verberie.
 
2001 : Introduction du DYNA+, valve de freinage multi-fonction.
  
2002 : Laurent Bataille devient président directeur général de la société. Lancement du SmartDrive gamme de systèmes électroniques.
 
2003 : Création de deux nouvelles filiales en Chine et en Suède.
 
2006 : Création d'une filiale commerciale au Brésil. Poclain Hydraulics ouvre une unité de production de valves.
  
2008 : 50e anniversaire du moteur G0. Création d'une nouvelle usine en Inde.

2009 : Création de Poclain Hydraulics Industriale à Gaggio di Piano, Italie. Ouverture d'une filiale en Slovénie.

2011 : Lancement d'une nouvelle gamme de moteurs hydrauliques, MZ, consacrée à la rotation de la tourelle. Création de filiales de vente en Inde, en Corée et à Singapour. Ouverture d'une nouvelle usine en Chine (Shanghai).

2012 : Poclain Hydraulics lance PHast USA et PHast Europe proposant un service de livraison express de moteurs.

## Sources

### Site de l'entreprise
- Site Internet de Poclain-Hydraulics